# Honne și tatemae
În Japonia, honne sunt adevăratele sentimente și dorințe ale cuiva ("honne" = 本音 "sunet adevărat"), în timp ce tatemae sunt comportamentul și opiniile cuiva afișate în public ("tatemae" = 建前 "fațadă"). Această distincție a început să se facă în epoca postbelică. 
Honne poate fi contrară a ceea ce se așteaptă de la societate sau a ceea ce este necesar în funcție de poziția și situația cuiva și ele sunt adesea ascunse, cu excepția celor mai apropiați prieteni. Tatemae este ceea ce se așteaptă de la societate și care este necesar în funcție de poziția și situația cuiva, iar acestea pot sau nu se potrivească cu honne ale aceluiași. În multe cazuri tatemae conduce la a spune cu pure minciuni pentru a evita expunerea adevăratelor sentimente. 
În cultura japoneză, distincția honne-tatemae este considerată ca fiind de importanță capitală. 

### Zaherșibaten
Honne și tatemae sunt similare conceptelor morale islamice de zaher (ظاهر = aparent) și baten (باطن = interior). (Sinele în cultura iraniană este considerat a avea două nivele separate și distincte: un sine interior intim - baten, și un sine social sau "fața publică adecvată" - zaher). 

## Cauză
Vulnerabilitatea japonezilor la eșecuri și slăbiciuni îi face să  simtă rușine, inferioritate,   îi face să dorească evitarea competițiilor și provocărilor, cu excepția situațiilor în care nu au alternativă.
Un japonez demn de a fi numit sincer niciodată nu frizează pericolul de a insulta o persoană a cărei agresiune nu vrea să o provoace. Din acest motiv, japonezii tind să facă mari eforturi pentru a evita conflictul, în special în contextul grupurilor mari. Dacă nu încalcă prerogativele, el este protejat. 

### Honneșigiri
Conflictul dintre honne și giri (obligațiile sociale) este unul dintre subiectele principale ale dramei japoneze de-a lungul veacurilor. De exemplu, protagonistul ar trebui să aleagă între îndeplinirea obligațiilor sale față de familia sa sau față de seniorul feudal, sau urmărirea unei aventuri clandestine de dragoste.    
Același concept în cultura chineză este numit fața interioară și fața exterioară, cele două fețe intrând frecvent în conflict. 

## Efect

### Hikikomorișicelibatar parazit
Fenomenele contemporane, cum ar fi hikikomori și celibatarul parazit (パラサイトシングル parasaito shinguru), sunt văzute ca exemple ale problemei crescânde a culturii japoneze a noii generații care nu poate să facă față relațiilor complexe de tip honne-tatemae și presiunea unei societăți din ce în ce mai consumatoare.    
Dezbaterea asupra faptului dacă tatemae și honne sunt un fenomen tipic doar Japoniei continuă în Japonia, în special între acei japonezi care simt că este unică cultura lor în a avea conceptele de „cugetare interioară" și „cugetare publică“.  
Unii cercetători sugerează că nevoia de cuvinte explicite pentru tatemae și honne în cultura japoneză este o dovadă că acest concept este relativ nou în Japonia, în timp ce înțelegerea nerostită din multe alte culturi indică o internalizare mai profundă a conceptelor.  
În orice caz, toate culturile au convenții care ajută la determinarea comunicării și comportamentului adecvat în diferite contexte sociale care sunt înțelese implicit, fără să existe neapărat un nume explicit pentru moravurile pe care se bazează convențiile. 

### Yase-gaman
Un antagonism similar în Japonia între sentimentele proprii adevărate și ipocrizia înaintea publicului este de semnalat în termenul de yase- gaman,  fraza înseamnând literalmente: chiar și înfometat la schelet, ești mulțumit sau te prefaci că este așa. În prezent, expresia este folosită cu două înțelesuri diferite, exprimând virtutea autodisciplinei samurailor, eroismul moral tăcut,  sau ridicula încăpățânăre în a salva aparențele (vezi englezescul face-savingness sau francezul sauver la face).